# West Visayas State University
Die West Visayas State University (WVSU) befindet sich in der Provinz Iloilo auf den Philippinen. Sie gilt als eine bedeutende Bildungseinrichtung in der Verwaltungsregion der Western Visayas. An der Universität schrieben sich im zweiten Semester 2011 17.121 Studenten ein.

## Standorte
Die Universität ist aufgeteilt auf sieben Standorte in  den Gemeinden:
- West Visayas State University (Hauptsitz) Luna Street, Barangay La Paz, Iloilo City
- College of Agriculture and Forestry Campus, Lambunao
- WVSU, Calinog Campus
- WVSU, Janiuay Campus
- WVSU-Lambunao Campus
- WVSU-Pototan Campus
- WVSU-Himamaylan City, Negros Occidental ist ein sogenannter Extension Campus

## Fakultäten
Die West Visayas State University beherbergt acht verschiedene Fakultäten, diese sind in Hochschul- und Fachschulbereiche, sowie in der Berufsausbildung in Colleges gegliedert. Dieses sind College of Business & Management, Institute of ICT, College of PESCAR, College of Nursing, College of Mass Communication, College of Education, College of Arts and Sciences, College of Medicine.

## Geschichte
Die Geschichte der Universität begann 1902, als die Tributary Normal School eröffnet wurde. In der Folgezeit wurde die Schule in den Ausbildungsprogrammen immer mehr erweitert. 1924 wurde das heutige Hauptgebäude, die Quezon Hall, eingeweiht. 1954 konnte die erste vier Jahre andauernde Krankenschwesternausbildung begonnen werden. 1965 wurde die Schule durch das Republikgesetz 4189 aufgewertet und das West Visayas State College gegründet. 1986 wurde das College in den Status einer Universität überführt. Grundlage hierfür war das Republikgesetz 2019.